# 雷满
雷满（9世纪？—901年），字秉仁，晚唐军阀，881年控制朗州及后来被设立为武贞军的邻近地区以立足，并被任为节度使直至901年过世。他以破坏性劫掠邻镇闻名。

## 家世和占领朗州
雷满生年不详，是朗州武陵的洞蛮，是渔师，有勇力，为人凶悍獢勇，文身断发。初为朗州小校。当时唐将高骈任荆南节度使，朗州在其管下，武陵蛮数次反叛，高骈辟雷满为裨将，统领镇蛮军。后高骈先后调任镇海、淮南，雷满都率镇蛮军随行。以悍犷趫健知名。
中和元年（881年），雷满逃离淮南回乡，与同乡区景思、周岳等在大泽中打猎，聚集亡命少年千余人，署伍长，自号“朗团军”（或作土团军），以雷满为帅，区景思为司马，袭朗州，破城，杀刺史崔翥，请命于朝廷。当时，唐廷正与黄巢农民大军作战，唐僖宗任雷满为朗州兵马留后。雷满控制朗州，不时劫掠，每年劫掠荆南军部江陵三四次。光启元年（885年），时任荆南节度使陈儒向雷满送礼，雷满暂时停止了劫掠，但同年，陈儒请据复、岳二州自署为刺史的淮南将张瑰、韩师德分别摄行军司马、摄节度副使以共击雷满时，反被张瑰所逐，雷满继续劫掠。据记载，雷满的劫掠使长江地区撂荒了。
周岳后因与雷满分肉不协而决裂。景福二年（893年），已成为正式朗州刺史的雷满联合邵州刺史邓处讷攻打武安军军部潭州，杀死时任节度使的周岳，并支持邓处讷接手武安军成为新的节度使。

## 任节度使
同时，在雷满要求下，唐僖宗的弟弟和继任者唐昭宗将朗州和邻近的澧州划出荆南，设立武贞军，任雷满为节度使，光化元年（898年）又授以宰相荣衔同中书门下平章事。雷满在府中凿池，每当邻镇有使团行经武贞军，雷满就在池上亭中设宴招待，说：“蛟龙水怪皆窟于此，盖水府也。”有时席间还把珠宝扔到池中，脱下衣服跳入水中把玩，然后又穿好衣服继续吃饭，仿佛什么也没有发生过。他还引沅水为朗州护城河，相信这样可以让朗州城不能被攻克。二年（899年），宣武军节度使朱全忠谕武安军节度使马殷、荆南节度使成汭与雷满合兵攻淮南节度使杨行密，成汭和雷满犹豫，雷满结好成汭。朱全忠见马殷被雷满所逼，派天平军节度副使李振和解，马殷、雷满皆服。杨行密攻武昌军节度使杜洪，朱全忠又派使者督三人连兵解围，杨行密撤军。
三年（900年），雷满以武贞军节度、澧朗叙等州观察处置等使、开府仪同三司、检校司徒、同平章事、朗州刺史、上柱国、冯翊郡开国侯、食邑一千五百户被进封为检校太保，封冯翊郡王，其余如故。因雷满奏请，屈原被追封为昭灵侯。雷满辖下的澧、朗本属荆南，成汭向朝廷请之，宰相徐彦若不许。徐彦若罢相路过江陵，成汭有怨言，徐彦若指出成汭是一位地位尊崇的节度使，自比桓、文，应足以自己击败雷满。成汭羞惭。
雷满累官检校太傅，为人贪秽惨毒。天复元年（901年），雷满卒，子雷彦威继立。

## 子
- 雷彦威
- 雷彦恭
- 雷彦雄

## 评价
- 《旧五代史》：张佶有让帅之贤，雷满辱俾侯之寄，优劣可知矣。